# DK Polar
Dykarklubben Polar, DK Polar, är en dykförening i Luleå, Norrbotten. 
Dykarklubben har en klubblokal med kompressorer och låneutrustning som används av medlemmarna för dykning. Klubben utbildar även dykare inom CMAS-systemet och är anslutna till SSDF (Svenska Sportdykarförbundet). Alla är välkomna som medlemmar i dykarklubben, även de som har utbildat sig inom andra system som PADI, NAUI m.fl.
På somrarna arrangerar klubben kostnadsfria dykutfärder i Luleås direkta närhet, ett bra sätt att lära känna de lokala dykvattnen. Klubben arrangerar också dykresor, till exempel en skärgårdshelg på sommaren i Luleås skärgård och en resa på hösten till Norge.
Merparten av all dykning inom klubben sker dock på enskilda medlemmars initiativ. Till stöd för detta utger klubben en klubbtidning, Uppdykaren, med kontaktuppgifter och på deras webbplats finns det även ett forum där man kan kontakta varandra för att få tag i kompisar som vill dyka.